# Saint-Amand-de-Coly
Pour les articles homonymes, voir Saint-Amand.
Saint-Amand-de-Coly est une ancienne commune française située dans le département de la Dordogne, en région Nouvelle-Aquitaine.
Elle fait partie de l'association Les Plus Beaux Villages de France.
Au 1er janvier 2019, elle est intégrée à la commune nouvelle de Coly-Saint-Amand en tant que commune déléguée.

## Géographie

### Généralités

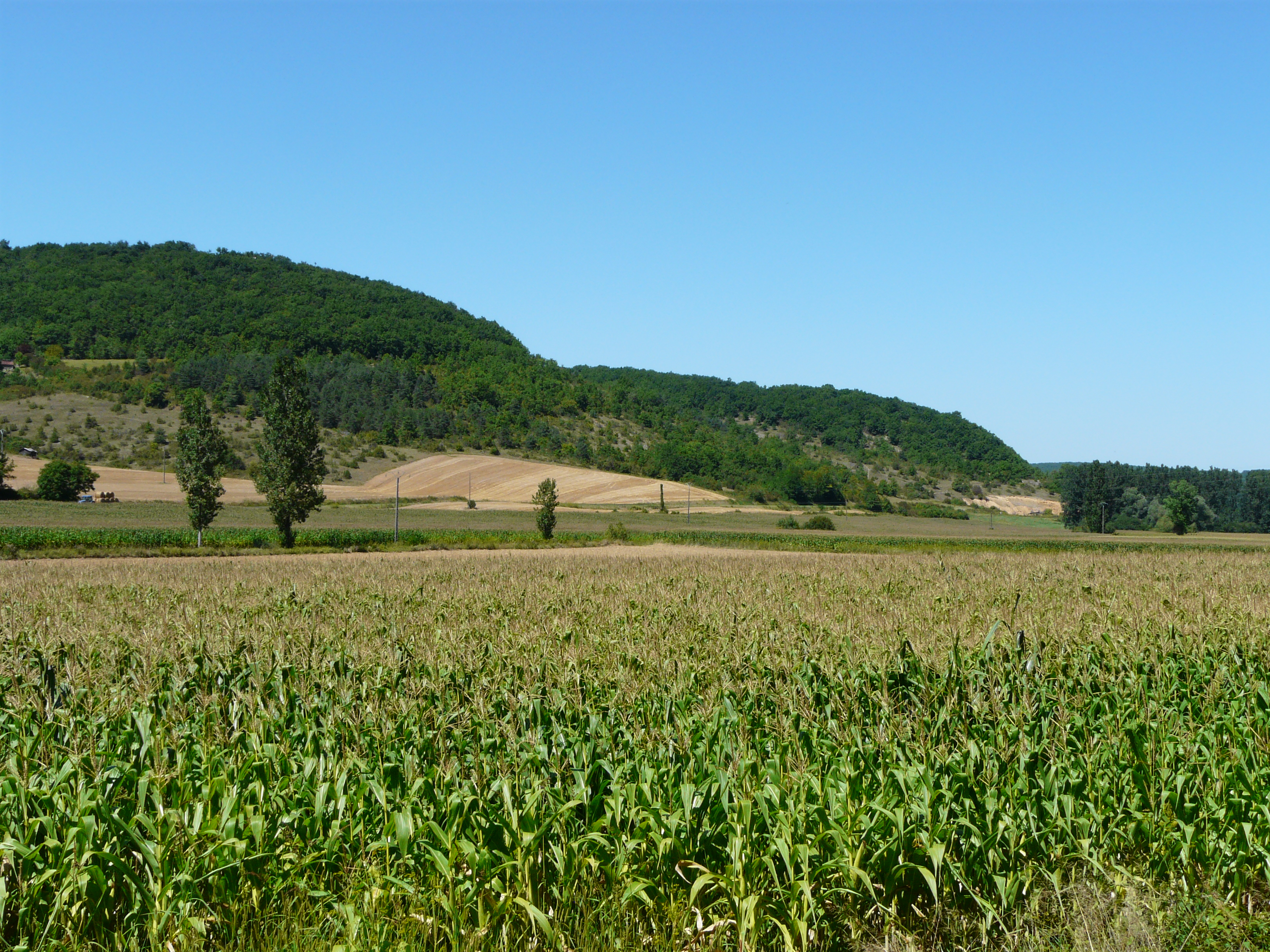
Champs de maïs dans la
vallée de la Chironde.

Située dans l'est du département de la Dordogne, en Périgord noir, la commune déléguée de Saint-Amand-de-Coly s'étend sur 26,40 km2. Représentant la partie sud de la commune nouvelle de Coly-Saint-Amand, elle est traversée du sud au nord-est par la Chironde, sous-affluent de la Vézère et maigre affluent du Coly.
Elle fait partie de l'association Les Plus Beaux Villages de France.
L'altitude minimale avec 114 mètres se trouve localisée au nord-est, à côté de l'étang sud de la Grande Prade, là où la Chironde quitte la commune et entre sur celle de Coly. L'altitude maximale avec 284 mètres est située au sud-est. Sur le plan géologique, hormis en vallée de la Chironde recouverte d'alluvions holocènes, le sol se compose essentiellement de calcaires du Crétacé sur la majeure partie du territoire, et d'autres calcaires du secondaire au nord de la commune.
À l'écart des principales routes, le bourg est situé, en distances orthodromiques, huit kilomètres à l'est de Montignac-Lascaux, autant au sud-ouest de Terrasson-Lavilledieu et dix-neuf kilomètres au nord de Sarlat-la-Canéda.
Au Môyen Âge, Saint-Amand-de-Coly conservait la source du Coly, jusqu'à ce qu'elle diminue.
Le territoire est desservi par les routes départementales 64 (au sud-est) et 704 (l'ancienne route nationale 704 au sud-ouest).
Entre Aubas et Coly, le GR 461 traverse sur six kilomètres le territoire communal de l'ouest au nord-est, passant dans le bourg de Saint-Amand-de-Coly.

### Communes limitrophes

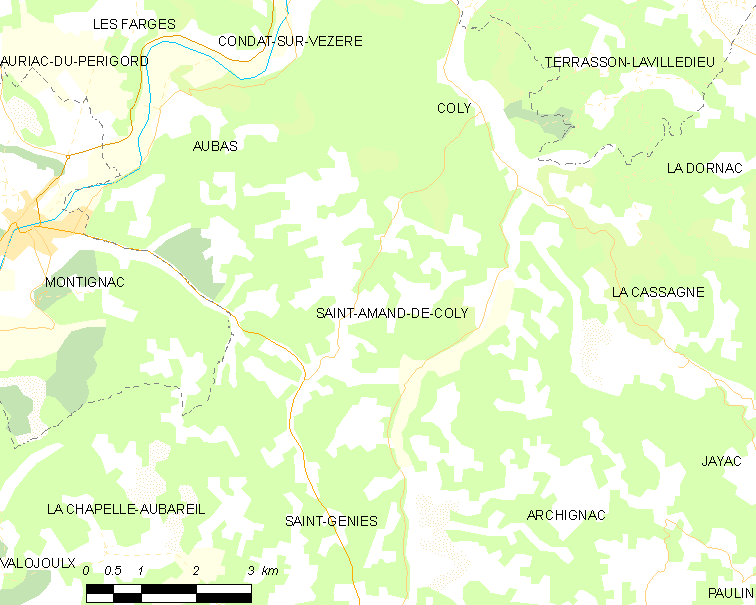
Carte de Saint-Amand-de-Coly et des communes avoisinantes en 2018, avant la création de la commune nouvelle de Coly-Saint-Amand.

En 2018, année précédant la création de la  commune nouvelle de Coly-Saint-Amand, Saint-Amand-de-Coly était limitrophe de huit autres communes.
| Aubas                | Condat-sur-Vézère, Coly |             |
| Montignac            | Saint-Amand-de-Coly     | La Cassagne |
| La Chapelle-Aubareil | Saint-Geniès            | Archignac   |

## Urbanisme

### Villages, hameaux et lieux-dits

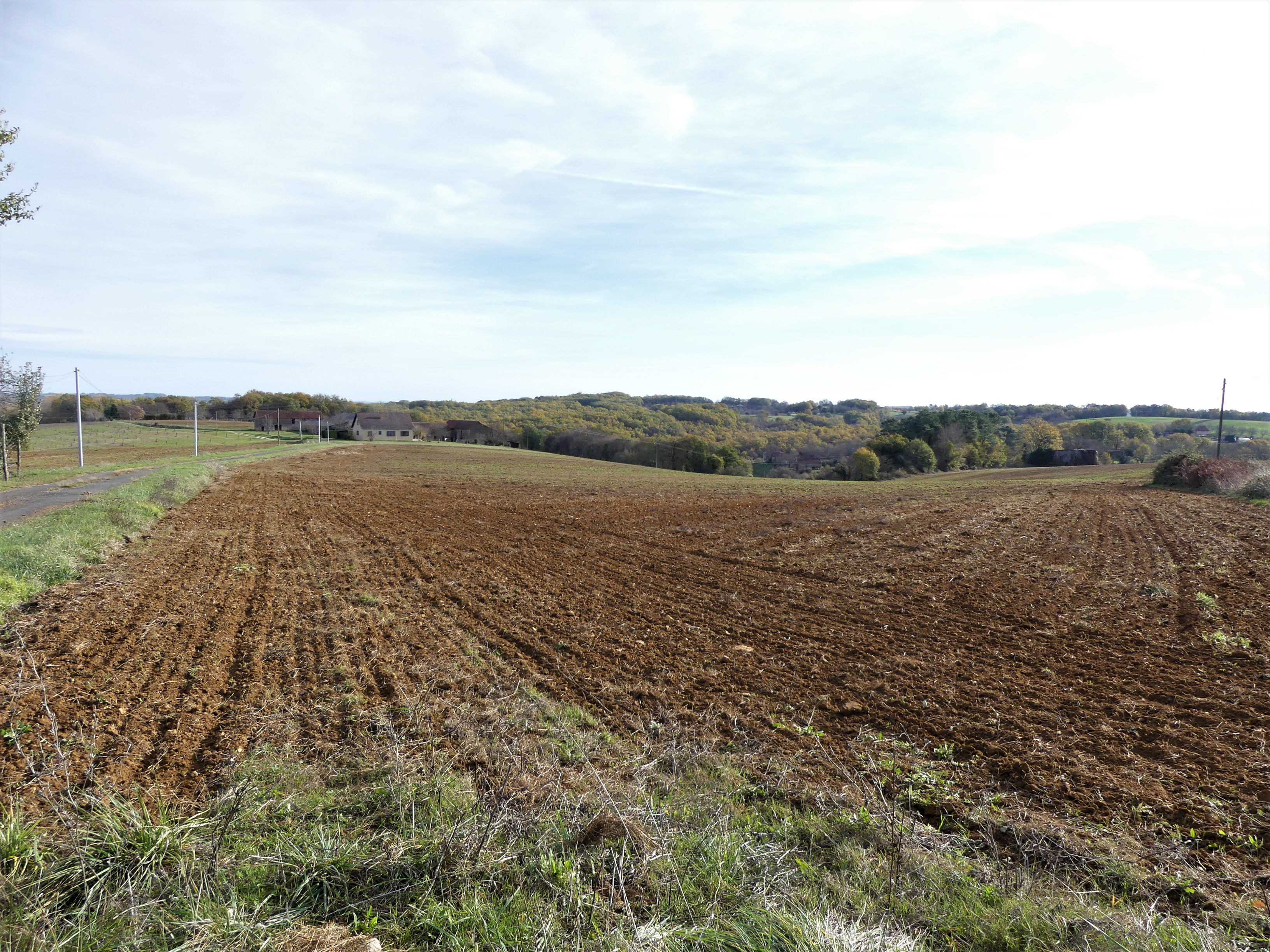
Vue vers le hameau de la Genèbre (sur la gauche).

Outre le bourg de Saint-Amand-de-Coly proprement dit, le territoire se compose d'autres villages ou hameaux, ainsi que de lieux-dits :
- les Ans
- l'Arainière
- Asplats
- les Bazénies
- les Bessoules
- Bois Pétounier
- Bombel
- le Bos
- le Bos-Lagarde
- le Bournat
- la Bouyge
- les Bouygettes
- Brégégère
- les Bruges
- le Castagnet
- Chanteloube
- Chassagne
- Cheyrat
- Cheyrou
- le Coder
- Drouille
- Drouille-Vieille
- Foncegier
- la Flanquine
- la Fon Lon
- la Fonjade
- Foussigne
- la Genèbre
- la Grande Filolie
- la Grande Peytivie
- les Granges
- les Javenaux
- Ladrieu
- Lalande
- la Lande
- Larnaudie
- Lasserre
- Lauchie
- Lestrade
- Leymarie
- Leyral
- Malardel
- Male Coste
- les Malénies
- Mansac
- Marcounal
- le Meymy
- le Montant
- Mortefond
- l'Oisellou
- Pech de la Fourche
- le Petit Bos
- le Peuch
- le Peysset
- la Peytivie
- Porteloube
- les Prestins
- Puy Jaubert
- la Reynie
- le Reyssot
- la Roubinie
- la Sedayne
- les Signolles
- la Tour
- le Treuil
- la Veyssière
- Vialard
- la Vignolle.

## Toponymie
La première mention écrite connue du lieu date de l'an 1364, dans un pouillé sous la forme latine Sanctus Amandus prope Montinhacum (« Saint Amand près de Montignac »).
Le nom de la commune fait référence à saint Amand, ermite venu évangéliser la région au VIe siècle et à la proximité du village de Coly, où les abbés du lieu disposaient d'un château, attesté en 1406 (Castrum de Coly). Sur la carte de Cassini représentant la France entre 1756 et 1789, le village est identifié sous le nom de Saint Amand.
En occitan, la commune porte le nom de Sench Amand de Còli.

## Histoire
La commune présente en plusieurs lieux des traces d'occupation humaine préhistorique, puis gallo-romaine.
L'abbaye augustinienne a été construite au XIIe siècle.
La commune porta, au cours de la période révolutionnaire de la Convention nationale (1792-1795), le nom d'Amand-le-Vallon.
Au 1er janvier 2019, la commune fusionne avec Coly pour former la commune nouvelle de Coly-Saint-Amand. À cette date, les deux communes fondatrices deviennent communes déléguées.

## Politique et administration

### Rattachements administratifs
La commune de Saint-Amand-de-Coly a, dès 1790, été rattachée au canton de la Cassagne qui dépendait du district de Montignac jusqu'en 1795, date de suppression des districts. Lorsque ce canton est supprimé par la loi du 8 pluviôse an IX (28 janvier 1801)  portant sur la « réduction du nombre de justices de paix », la commune est rattachée au canton de Montignac dépendant de l'arrondissement de Sarlat (devenu l'arrondissement de Sarlat-la-Canéda en 1965).
Dans le cadre de la réforme de 2014 définie par le décret du 21 février 2014, ce canton disparaît aux élections départementales de mars 2015. La commune est alors rattachée au canton de la Vallée de l'Homme, dont le bureau centralisateur reste à Montignac.

### Intercommunalité
Fin 2001, Saint-Amand-de-Coly intègre dès sa création la communauté de communes de la Vallée de la Vézère. Celle-ci est dissoute au 31 décembre 2013 et remplacée au 1er janvier 2014 par la communauté de communes de la Vallée de l'Homme.

### Administration municipale
La population de la commune étant comprise entre 100 et 499 habitants au recensement de 2011, onze conseillers municipaux ont été élus en 2014,. Ceux-ci sont membres d'office du  conseil municipal de la commune nouvelle de Coly-Saint-Amand, jusqu'au renouvellement des conseils municipaux français de 2020.

### Liste des maires

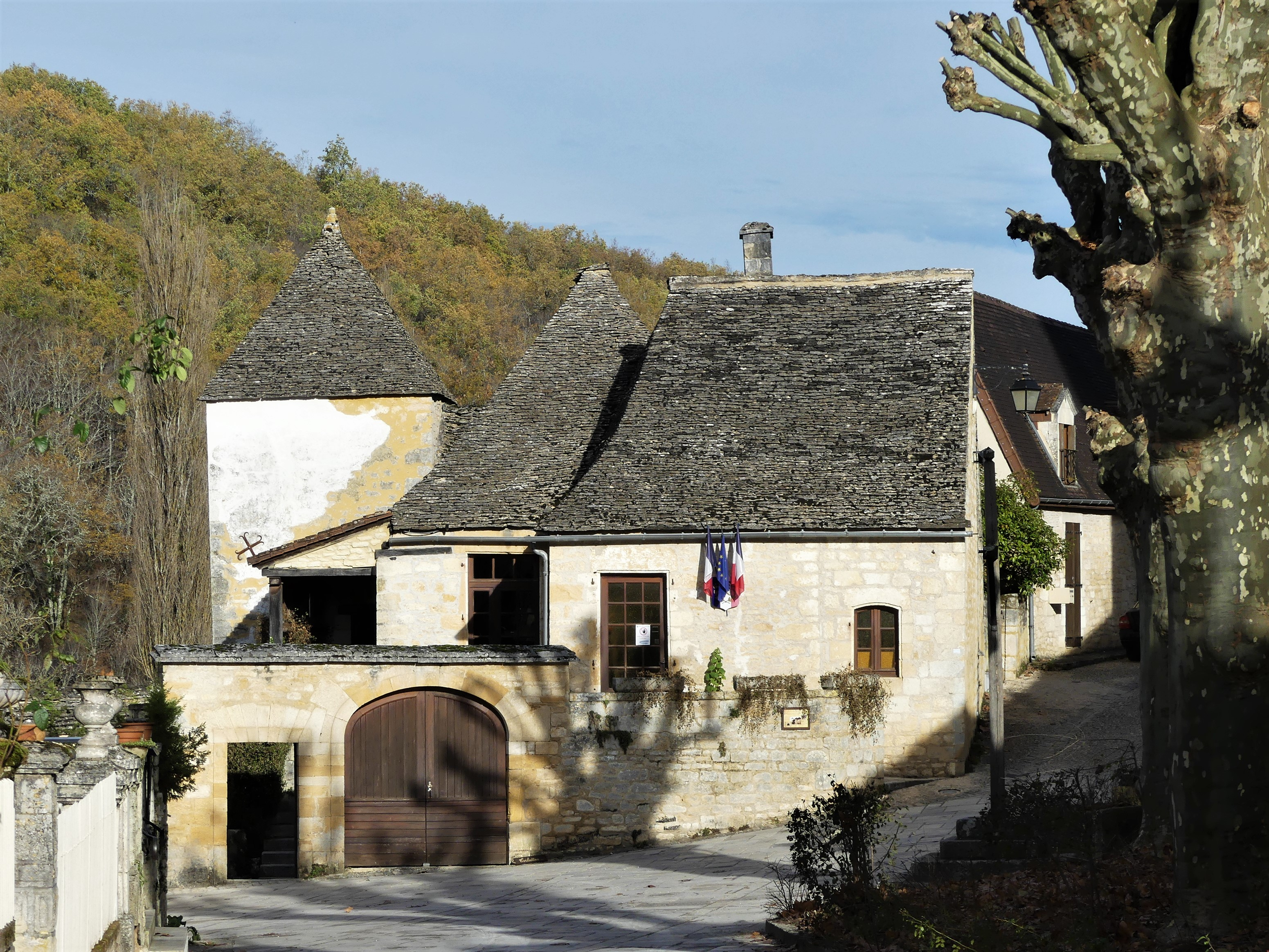
La mairie (ancien presbytère).

| Période                                  | Période       | Identité          | Étiquette | Qualité    |
| ---------------------------------------- | ------------- | ----------------- | --------- | ---------- |
| Les données manquantes sont à compléter. |               |                   |           |            |
|                                          |               |                   |           |            |
| ?                                        | novembre 1975 | Edmond Gatinel    |           |            |
| décembre 1975                            | mars 1977     | Noël Debet        |           |            |
| mars 1977                                | mars 1983     | Antoine Delpy     |           |            |
| mars 1983                                | février 2016  | Claude Vilatte    | DVG       | Retraité   |
| février 2016                             | décembre 2018 | Vincent Geoffroid |           | Enseignant |

| Période                          | Période  | Identité          | Étiquette | Qualité                                                    |
| -------------------------------- | -------- | ----------------- | --------- | ---------------------------------------------------------- |
| janvier 2019 (réélu en mai 2020) | En cours | Vincent Geoffroid |           | Enseignant Ancien maire de Saint-Amand-de-Coly (2016-2018) |

### Instances judiciaires
Dans les domaines judiciaire et administratif, Saint-Amand-de-Coly relève : 
- du tribunal d'instance, du tribunal de grande instance, du tribunal pour enfants, du conseil de prud'hommes, du tribunal de commerce et du tribunal paritaire des baux ruraux de Périgueux ;
- de la cour d'assises et du tribunal des affaires de Sécurité sociale de la Dordogne ;
- de la cour d'appel, du tribunal administratif et de la cour administrative d'appel de Bordeaux.

## Population et société

### Démographie
Les habitants de Saint-Amand-de-Coly se nomment les Saint-Amandais.
En 2018, dernière année pour laquelle la commune était indépendante, Coly comptait 370 habitants. À partir du XXIe siècle, les recensements des communes de moins de 10 000 habitants ont lieu tous les cinq ans (2004, 2009, 2014 pour Saint-Amand-de-Coly). Depuis 2006, les autres dates correspondent à des estimations légales.
Au 1er janvier 2022, la commune déléguée de Saint-Amand-de-Coly compte 415 habitants.
| 1793  | 1800  | 1806  | 1821 | 1831 | 1836 | 1841  | 1846  | 1851  |
| ----- | ----- | ----- | ---- | ---- | ---- | ----- | ----- | ----- |
| 1 150 | 1 029 | 1 054 | 893  | 814  | 978  | 1 071 | 1 140 | 1 151 |

| 1856  | 1861  | 1866  | 1872 | 1876 | 1881 | 1886 | 1891 | 1896 |
| ----- | ----- | ----- | ---- | ---- | ---- | ---- | ---- | ---- |
| 1 093 | 1 085 | 1 018 | 965  | 944  | 951  | 863  | 822  | 794  |

| 1901 | 1906 | 1911 | 1921 | 1926 | 1931 | 1936 | 1946 | 1954 |
| ---- | ---- | ---- | ---- | ---- | ---- | ---- | ---- | ---- |
| 732  | 667  | 658  | 611  | 572  | 505  | 505  | 451  | 380  |

| 1962 | 1968 | 1975 | 1982 | 1990 | 1999 | 2004 | 2006 | 2009 |
| ---- | ---- | ---- | ---- | ---- | ---- | ---- | ---- | ---- |
| 354  | 322  | 308  | 301  | 312  | 356  | 372  | 394  | 382  |

| 2014 | 2018 | - | - | - | - | - | - | - |
| ---- | ---- | - | - | - | - | - | - | - |
| 395  | 370  | - | - | - | - | - | - | - |

### Enseignement
Fin 2018, Saint-Amand-de-Coly dispose d'une école élémentaire avec classes de maternelle.

### Manifestations culturelles et festivités
La fête du village a lieu chaque année le 15 août, avec messe de la Saint-Hubert sonnée par les trompes de chasse, repas avec spécialités périgourdines, bal, animations.
En juillet et août, sous la marque commerciale « Marchés des Producteurs de Pays », un marché d'agriculteurs et de traiteurs se tient sur la place du séchoir à tabac. Ceux-ci proposent leurs produits (viande, conserves, fruits et légumes, vins, fromages, gâteaux, etc.).
Au mois d'août, l'abbaye accueille plusieurs concerts de musique classique, ainsi que des masterclasses de musique ancienne, dans le cadre du Festival du Périgord noir.
Durant la saison estivale, l'association « Saint-Amand fait son intéressant » (anciennement « Comité des fêtes ») organise un festival des arts de la rue, mettant à l'affiche divers artistes et compagnies à l'image de la compagnie marseillaise Générik Vapeur (17e édition en juillet 2025).

## Économie
Les données économiques de Saint-Amand-de-Coly sont incluses dans celles de la commune nouvelle de Coly-Saint-Amand.

## Culture locale et patrimoine

### Lieux et monuments
- Château de la Grande Filolie, XIVe siècle, XVe et XVIe siècles, inscrit aux monuments historiques depuis 1947[29].
- Abbaye de Saint-Amand-de-Coly : église romane du XIIe siècle, reconstruite en grande partie aux XIXe et XXe siècles, sur les restes d'une abbatiale ruinée. L'édifice est particulièrement remarquable par l'élévation de la nef et l'intégration de techniques gothiques dans un style roman. C'est une église fortifiée[30], protégée par une enceinte de remparts. Elle est classée monument historique depuis 1965[31].
- Ancien hôpital des pauvres bâti au XIVe siècle et restauré au XVIIIe siècle

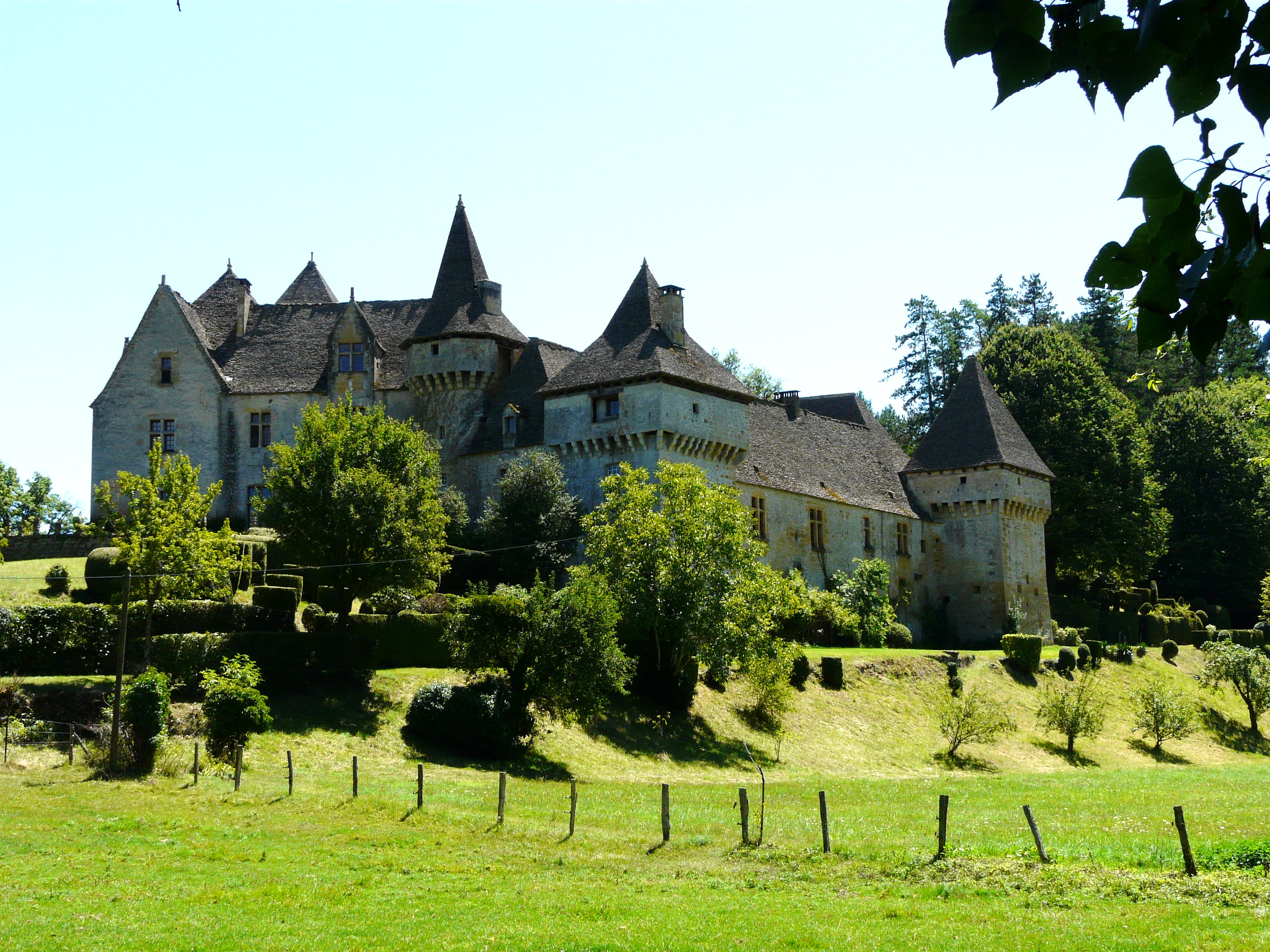
Le château de la Grande Filolie.
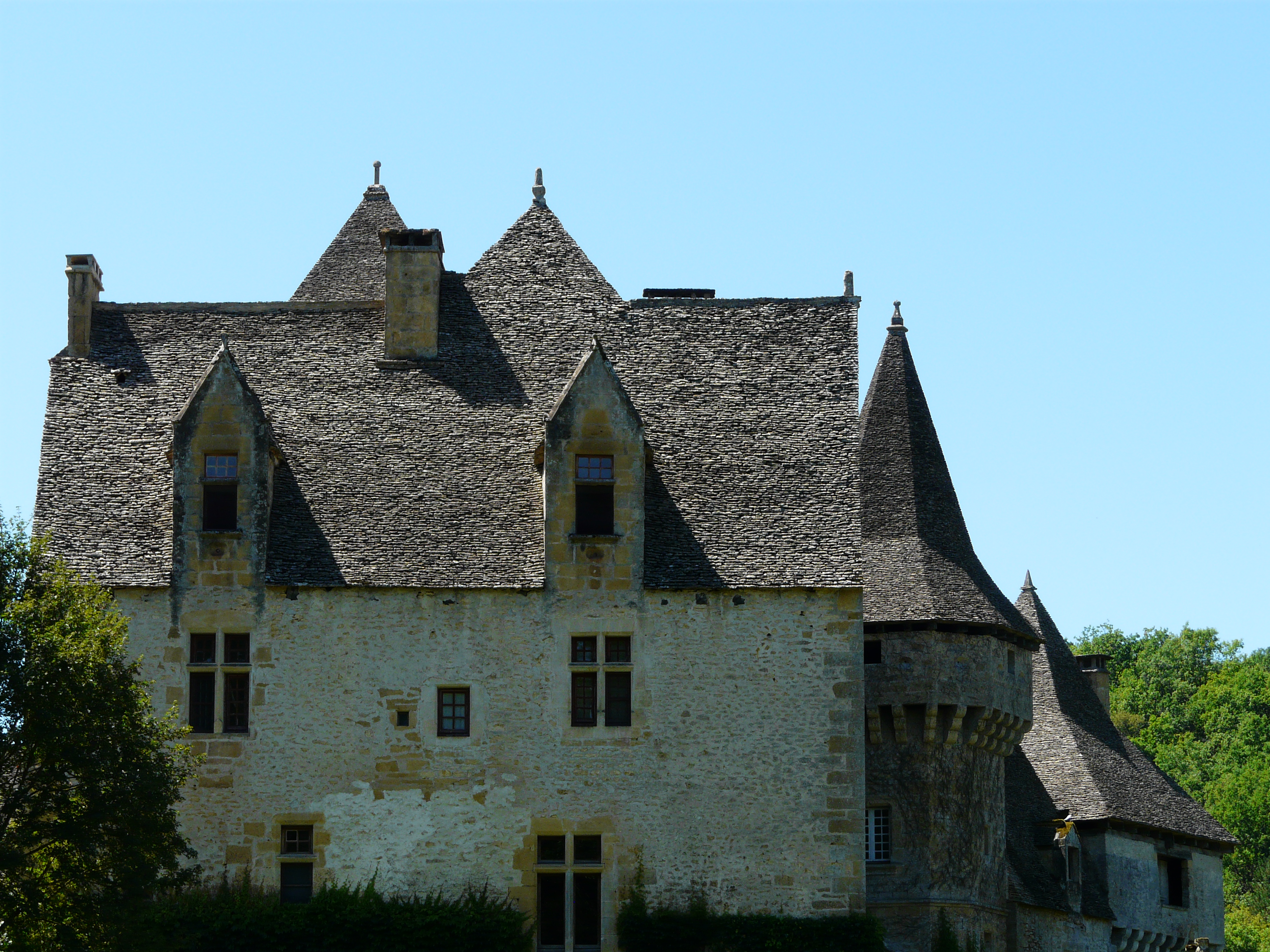
Le château de la Grande Filolie.
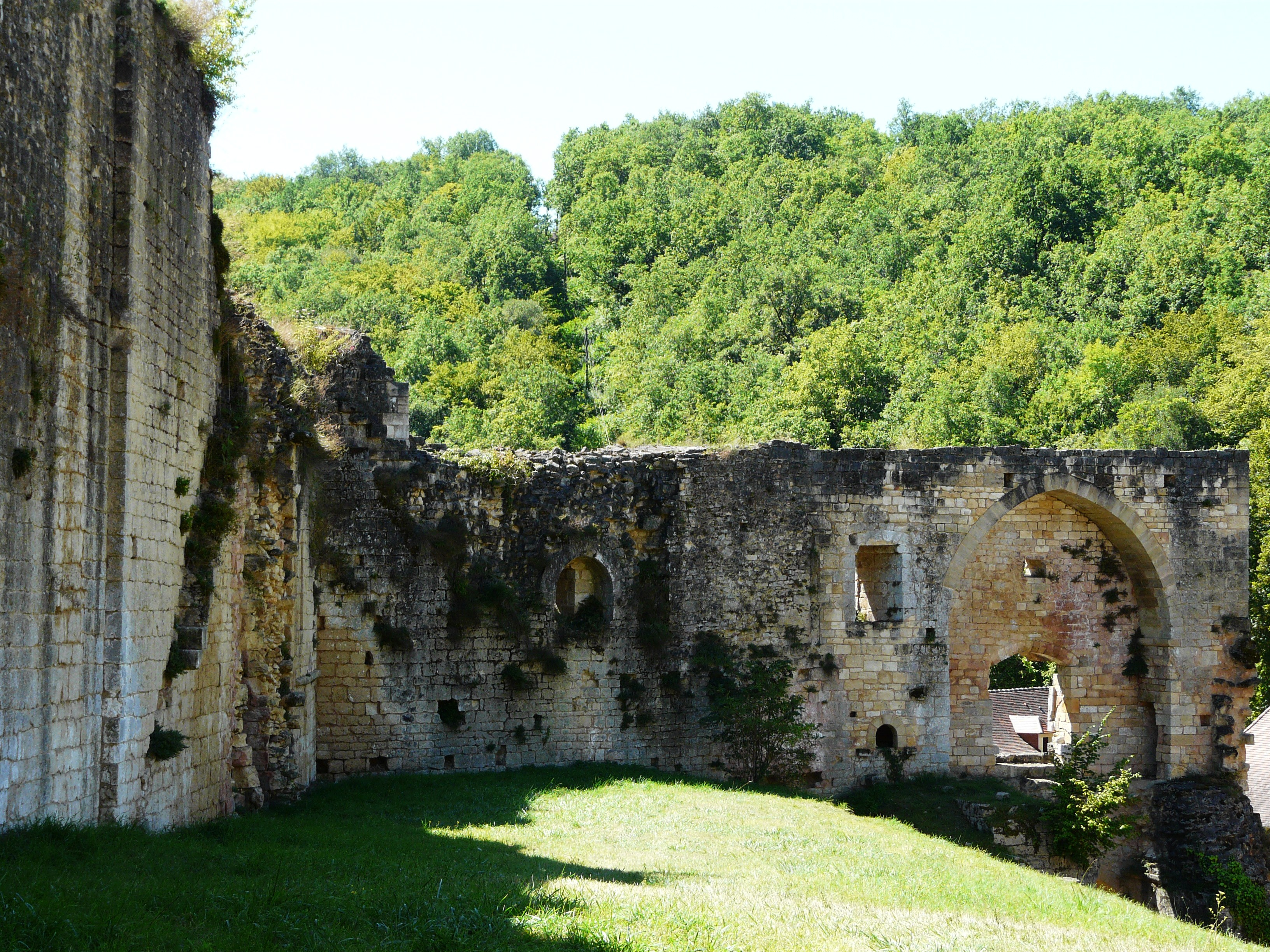
Les vestiges de l'enceinte de l'abbaye.
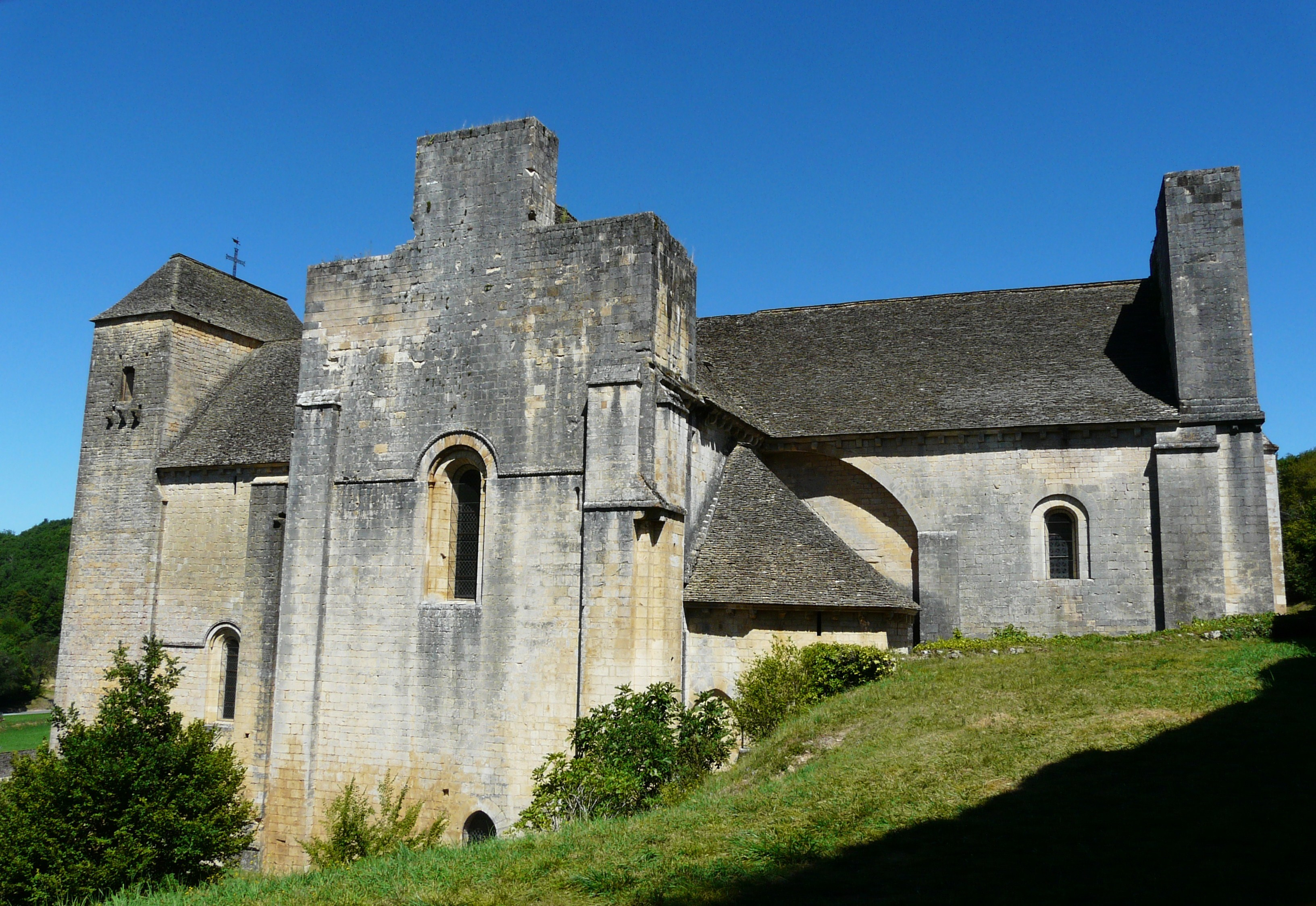
L'ancienne abbatiale.
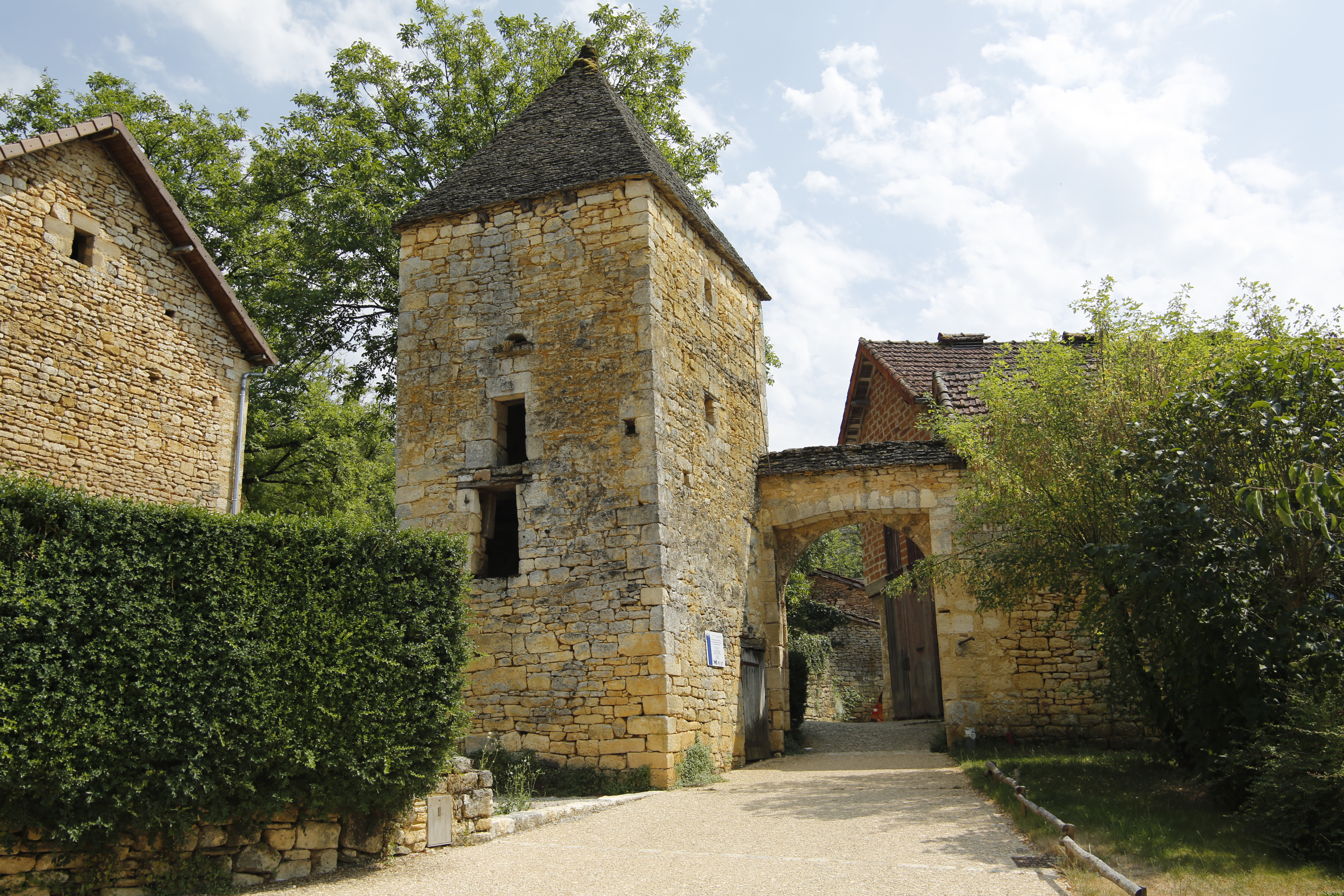
L'entrée de l'ancien hôpital.
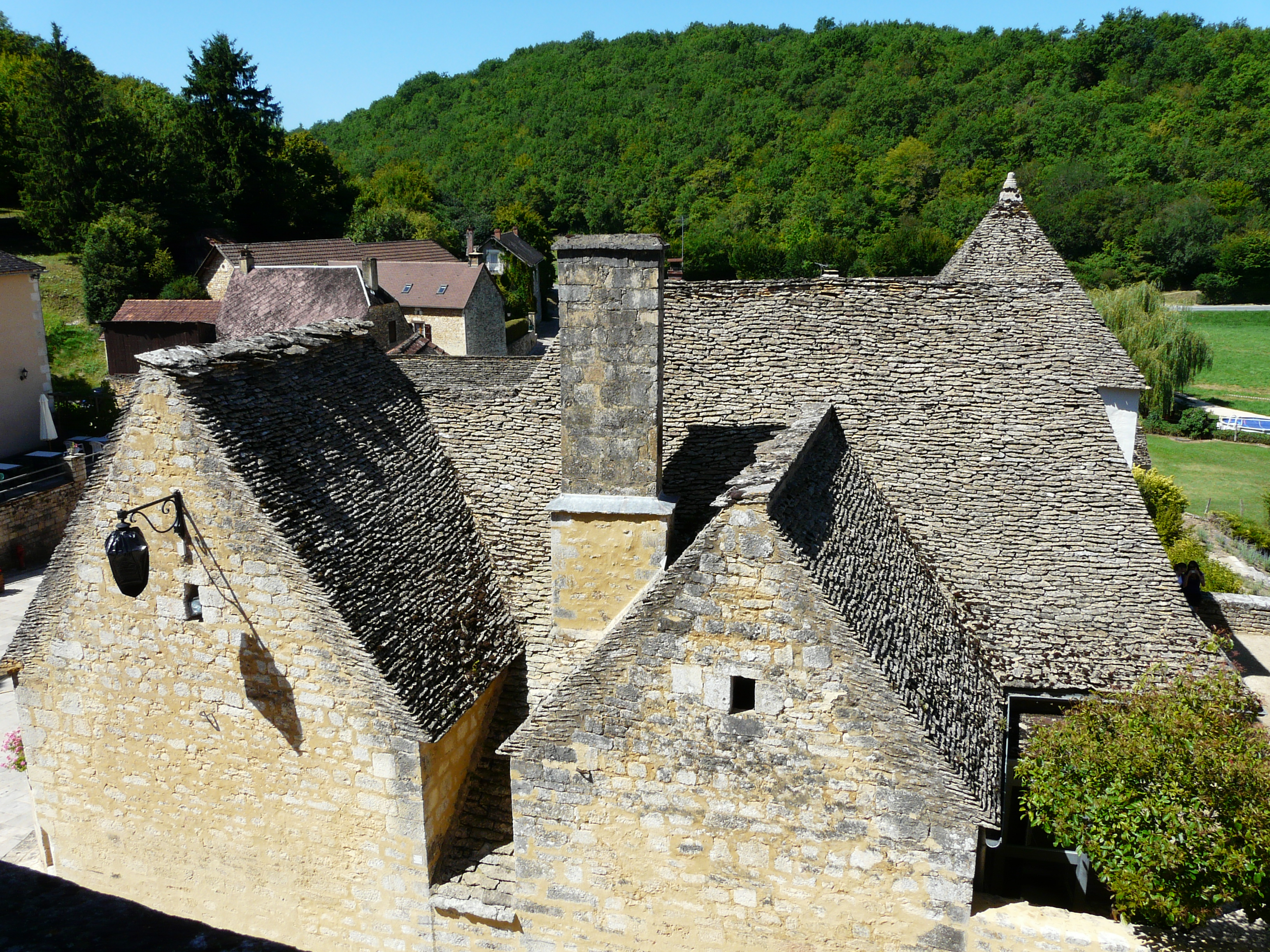
Les toits de lauzes du village.

### Patrimoine naturel et sites remarquables

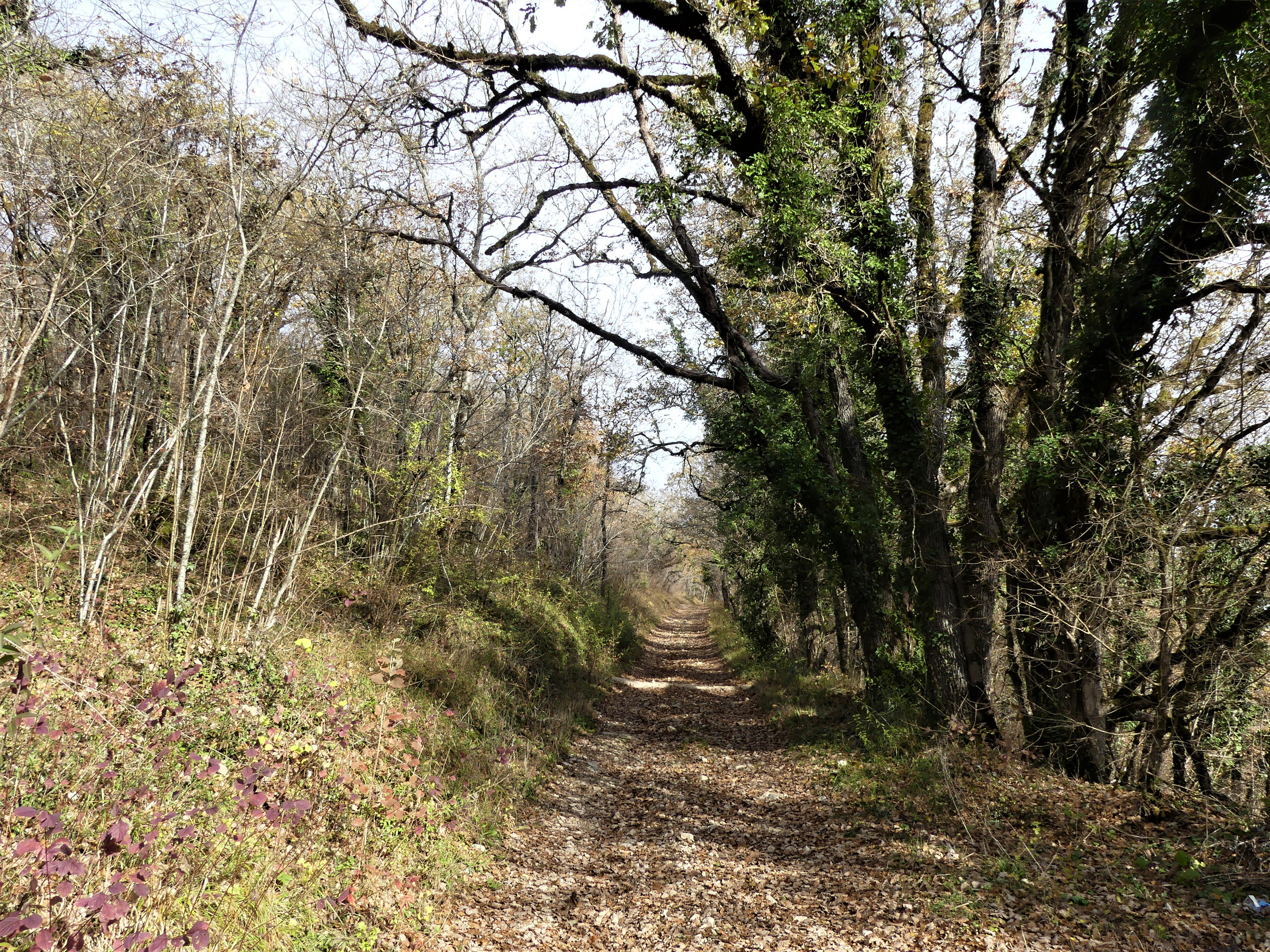
Chemin sur le causse de Terrasson, au Pech de la Fourche.

Au nord, sur environ 3,5 km2, le territoire communal correspond aux coteaux du causse de Terrasson, partagé avec neuf autres communes, qui est une zone naturelle d'intérêt écologique, faunistique et floristique (ZNIEFF) de type II, protégée pour vingt espèces de plantes considérées comme espèces déterminantes : Astragale de Montpellier (Astragalus monspessulanus), Doronic à feuilles cordées (Doronicum pardalianches), Euphorbe de Séguier (Euphorbia seguieriana), Gesse blanchâtre (Lathyrus pannonicus), Ibéris amer (Iberis amara), Isopyre faux-pigamon (Isopyrum thalictroides), Laîche digitée (Carex digitalis), Laîche humble (Carex humilis),  Laitue vivace (Lactuca perennis),  Leuzée conifère (Rhaponticum coniferum), Lis martagon (Lilium martagon), Millepertuis des montagnes (Hypericum montanum), Néottie nid d'oiseau (Neottia nidus-avis), Orchis singe (Orchis simia), Pigamon jaune (Thalictrum flavum), Plantain toujours vert (Plantago sempervirens), Renoncule des marais (Ranunculus paludosus), Sabline des chaumes (Arenaria controversa), Scille à deux feuilles (Scilla bifolia) et Spirée à feuilles de millepertuis (Spiraea hypericifolia),.
Au sud-ouest du territoire communal, le tunnel désaffecté de Saint-Amand-de-Coly de l'ancienne ligne ferroviaire de Condat - Le Lardin à Sarlat, habité par sept espèces de chauves-souris, fait l'objet d'une arrêté de protection du biotope ; il est également protégé par le réseau Natura 2000 au titre de la directive habitats.
Le village de Saint-Amand-de-Coly et ses abords forment un site inscrit pittoresque depuis 1970.
Le château de la Grande Filolie et ses abords font partie du site inscrit de la vallée de la Vézère,.

### Personnalités liées à la commune
- Roger Bambuck, athlète et ancien ministre des Sports, y a une maison depuis 1973[39].

### Héraldique
| Blason de Saint-Amand-de-Coly | Blason  | D'argent au pal de gueules ; à la bordure crénelée du même |
| Blason de Saint-Amand-de-Coly | Détails | Le statut officiel du blason reste à déterminer.           |